# لوکرونان
لوکرونان هي بلدة فرنسية تقع في إقليم فنستير في منطقة بروتاني شمال غرب فرنسا.